# Steven Van Watermeulen
Steven Van Watermeulen (Eeklo, 30 juli 1968) is een Vlaams acteur, toneelregisseur en schrijver.
Van Watermeulen studeerde aan het Koninklijk Conservatorium Antwerpen en werkte met regisseurs als Guy Cassiers, Johan Simons, Ivo Van Hove, Pierre Audi, Alize Zandwijk, Julie van den Berghe, Christoph Marthaler, Peter Van Kraaij en Dora van der Groen. Hij speelde onder andere bij Het Zuidelijk Toneel, Toneelgroep Amsterdam, Ro Theater en NTGent. Voor zijn rol in De Wespenfabriek van het Ro Theater kreeg hij de Louis d'Or.
Van Watermeulen regisseerde in 1997 Een laatste tango voor Het Zuidelijk Toneel, naar de gelijknamige film van Bernardo Bertolucci. Daarna ook Sterremix  bij SKAGEN en Nest van Oscar van den Boogaard bij het Ro Theater. Met Sara De Roo, Oscar van den Boogaard en de B-architecten maakte hij Lucia Smelt voor tg STAN. Hij geeft toneelles aan de Toneelacademie Maastricht en het Koninklijk Conservatorium Antwerpen opleiding drama. Ook doceert hij aan de Academie voor Theater en Dans (faculteit van de Amsterdamse Hogeschool voor de Kunsten) bij de opleiding Regie.
Samen met Oscar van den Boogaard debuteerde Van Watermeulen in 2006 onder het pseudoniem Emmanuel Lipp met de roman Chinchillasong. Onder hun tweede pseudoniem Pearl Sweetlife publiceerden ze hun tweede boek in 2008: Zeeduivel voor Amalia. In de lente van 2011 verschijnt Landschap tussen alles of niets, het eerste boek onder zijn eigen naam.
Hij speelde Leo in de film Kidnep (2015).

## Toneelgroep Amsterdam
- 2006-'08: Maeterlinck - (geen naam)
- 2009-'11: La grande bouffe -  Stefaan
- 2019-: Dood in Venetië - Thomas Mann